# Skadden
Skadden, Arps, Slate, Meagher & Flom LLP and Affiliates (часто скорочується як Skadden Arps, Skadden або SASM & F) — юридична фірма з штаб-квартирою в Нью-Йорку. Журнал Forbes назвав Skadden «найвпливовішою юридичною фірмою Волл-стріт».

## Історія
Фірма була заснована в 1948 році в Нью-Йорку Маршаллом Скадденом, Джоном Шифером та Лесом Арпсом. У 1959 році Вільям Міггер приєднався до фірми, і Елізабет Хед, перша жінка адвоката фірми, була найнята. У 1960 році компанія стає називатись Skadden, Arps, Slate, Meagher & Flom.

### Янукович
2012 року клієнтом фірми став президент України Віктор Янукович. Вони складали звіт від його імені, що виправдовує ув'язнення екс-прем'єр-міністра Юлії Тимошенко та заперечує, що це було політичним переслідуванням. Пізніше того ж року команда американських адвокатів на замовлення уряду України дійшла висновку, що суд над Тимошенко не був справедливим і її права порушені.
Після втечі Януковича, робота Skadden від його імені призвела до кількох федеральних розслідувань. Одного адвоката компанії, Алекса ван дер Цваана, було засуджено за брехню у ФБР про його роботу від імені Януковича. Він провів 30 днів у в'язниці. Тимошенко планувала подати позов і в травні 2020 року з'ясувалося, що Skadden заплатила принаймні 11 мільйонів доларів для досудового врегулювання справи.

### Манафорт
Прокурор Південного округу Нью-Йорка (SNDY) вів розслідування щодо можливих порушень з боку Skadden разом з Mercury Public Affairs і Podesta Group з приводу лобіювання щодо колишнього голови кампанії Трампа Пола Манафорта. У травні 2020 року Skadden виплатив Міністерству юстиції 4,6 мільйона доларів через те, що фірма не зареєструвалася як іноземний агент відповідно до Закону про реєстрацію іноземних агентів.